# Jahr des Elefanten
Das Jahr des Elefanten (arabisch عام الفيل, DMG ʿāmm al-fīl) war ein Bezugspunkt der Zeitrechnung im vorislamischen Arabien, der nach dem Kriegselefanten benannt ist, den der südarabische Herrscher Abraha bei einem gescheiterten Feldzug gegen Mekka oder in die nördlichen Gegenden Arabiens mitführte. Bei dem Ereignis soll der Kriegselefant laut islamischer Überlieferung sich beim Erreichen des mekkanischen Territoriums niedergekniet und den weiteren Vormarsch verweigert haben. Erst als man den Kopf des Elefanten seitlich gewendet habe, sei dieser weitergezogen. Dann seien Schwärme von mythologischen Abābīl-Vögeln gekommen und hätten das Heer mit Steinen beworfen. Dabei seien alle Truppen getötet worden.
Das Ereignis wird nach einer Felsinschrift in Zentralarabien auf das Jahr 552, nach anderen Quellen auf das Jahr 547 datiert. Der Feldzug Abrahas wird im Koran in der Sure 105 „Der Elefant“ erwähnt, ohne den Herrscher allerdings namentlich zu erwähnen. Bis zu den Fidschār-Kriegen, die auf die frühen 590er Jahre datiert werden, diente das „Jahr des Elefanten“ in Arabien der Datierung von Ereignissen.
Nach traditionell islamischer Sicht war das Jahr des Elefanten auch das Geburtsjahr des Propheten Mohammed. Diese Auffassung stützt sich auf die Aussage eines gewissen Qays ibn Machrama, der von sich behauptete, zusammen mit Mohammed im gleichen Jahr, nämlich dem Jahr des Elefanten, geboren zu sein. Mit den übrigen Lebensdaten Mohammeds ist sie jedoch nur schwer vereinbar. In der frühen islamischen Geschichtsschreibung gab es noch andere Datierungen von Mohammeds Geburtsjahr. So zitiert at-Tabarī den Historiker und Genealogen Ibn al-Kalbī (gest. 819) mit der Aussage, Mohammed sei im 42. Jahr nach dem Herrschaftsantritt von Chosrau I. Anuschirwan geboren worden. Demnach wurde Mohammed im Jahre 573 geboren.

## Belege
1. ↑  Über die Datierungsfragen siehe: Lawrence I. Conrad: Abraha and Muhammad. Some observations apropos of chronology and literary topoi in the early Arabic historical tradition. In: Bulletin of the School of Oriental and African Studies (BSOAS), 50 (1987), S. 225–240; M. J. Kister: The Campaign of Ḥulubān. In: Le Museon 78 (1965), S. 425–436; Ella Landau-Tessaron: Sayf Ibn ʿUmar in Medieval and Modern Scholarship. In: Der Islam 67 (1990), S. 12
2. ↑  Vgl. Tilman Nagel: Mohammed. Leben und Legende. München 2008. S. 52.
3. ↑  Vgl. al-Azraqī: Kitāb Aḫbār Makka. Ed. F. Wüstenfeld. Leipzig 1859. S. 102.
4. ↑  Vgl. The History of al-Ṭabarī, Vol. 5: The Sāsānids, the Byzantines, the Lakhmids, and Yemen. Translated and annotated by C.E. Bosworth. Albany 1999. S. 268.
5. ↑  Vgl. al-Ṭabarī 268 und Hartmut Bobzin: Mohammed. München 2000, S. 41.